# Bulletin of Botanical Laboratory of North-Eastern Forestry Institute
Bulletin of Botanical Laboratory of North-Eastern Forestry Institute (abreviado Bull. Bot. Lab. N. E. Forest. Inst., Harbin) fue una revista con ilustraciones y descripciones botánicas que fue publicada en Harbin desde el año 1959 hasta 1980.